# Vice-reino da Novogárdia
Vice-Reino da Novogárdia (em russo:  Новгородское наместничество) foi uma unidade administrativo-territorial no Império Russo em 1776 - 1796. O centro administrativo era Novogárdia. Criado em 24 de agosto de 1776, com base na Gubernia de Novogárdia. Foi originalmente dividido em 2 oblasts, divididos em 15 uezds.

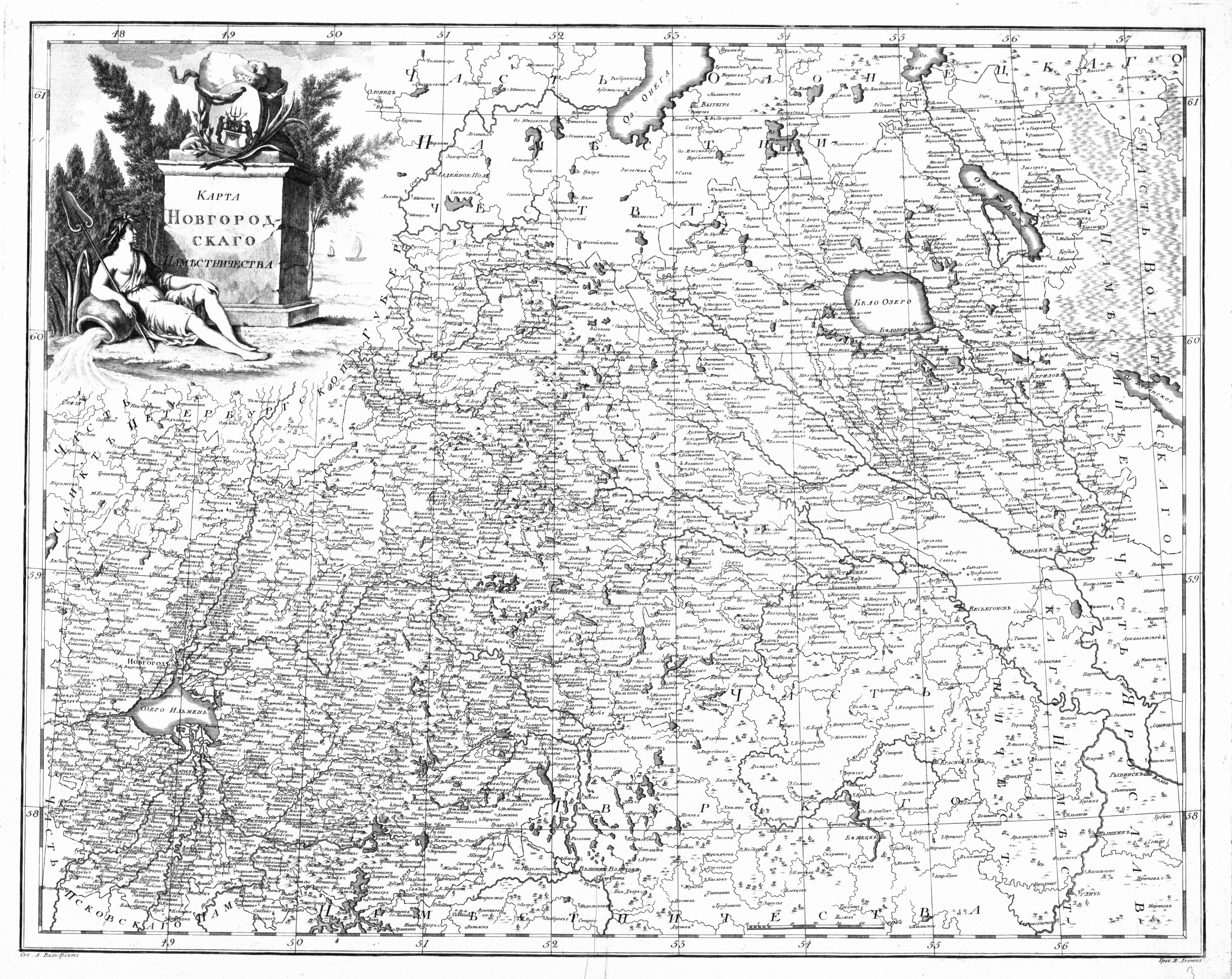
Gubernia de Novogárdia. "Atlas russo", 1792

## Divisão Administrativa

### Oblast de Novogárdia
- Belozerski;
- Borovichi;
- Valdai;
- Kirillovski;
- Krestets;
- Novgorod;
- Novoladozhski;
- Starorusski;
- Tikhvin;
- Ustiuzhno-Zheleznopolski;

### Oblast de Olonets
- Olonetski;
- Vitegorski;
- Kargopol;
- Okug de Padan;
- Petrozavodsk.

## História
Em 4 de novembro de 1777, o Uezd de Cherepovets foi formado no Oblast de Novogárdia.
Em 11 de dezembro de 1781, por decreto de Catarina II, foi cancelada a divisão da gubernia em oblasts. Ao mesmo tempo, o Oblast de Olonets, bem como o Okrug de Novoladozhski, foram transferidos para a Gubernia de São Petersburgo.
Em 12 de dezembro de 1796, foi novamente transformada em Gubernia de Novogárdia.